# Sopron (distrikt)
Sopron är ett distrikt i Ungern. Det ligger i provinsen Győr-Moson-Sopron, i den västra delen av landet, 170 km väster om huvudstaden Budapest.